# Альтинг, Иоганн Генрих
Иоганн Генрих Альтинг (нем. Johann Heinrich Alting; 17 февраля 1583, Эмден — 25 августа 1644, Гронинген) — богослов, выдающийся догматик реформатской церкви.
Образование получил в университете Гронингена и в Херборне у Пискатора. В качестве наставника он сопровождал трёх немецких графов в Седан, а в 1608 г. — наследного принца Пфальцского во Францию и Англию. В 1613 г. он стал профессором догматики в Гейдельберге, выступил затем на Дортрехтском соборе противником ремонстрантов, а в 1622 г., когда Тилли опустошил Гейдельберг, вынужден был бежать и направился в Голландию к богемскому королю, который поручил ему воспитание своего старшего сына. В 1637 г. он стал профессором богословия в Гронингене, где и † 25 августа 1644 г. Будучи последователем философии Петра Рамуса, А. боролся против схоластических тонкостей и требовал вместо них библейской простоты. Везде он защищал строго реформатское учение, и против нововведений ремонстрантов, и против лютеран, как семипелагианцев. Сочинения его, в основном исторического содержания, были все изданы только после его смерти.